# Список улиц Ишимбая
В городе Ишимбае за всю его историю появилось более 200 проспектов, бульваров, площадей, тупиков, переулков, шоссе. Центральная площадь — Первооткрывателей Башкирской Нефти, другая — площадь Ленина.

## 0-9
- 2-й переулок
- 2-й проезд
- 3-й переулок
- 3-й проезд
- 4-й проезд
- Улица 50 лет Башкирии
- Улица 65 лет Победы
- Улица 7 Ноября — находится в микрорайоне Новостройке[1].
- Улица 8 Марта — находится в микрорайоне Майском[1], названа в честь праздника женщин 8 Марта
- 8-й проезд
- 9-й проезд

## А
- Авиационная улица
- Улица Автомобилистов
- Улица Аксакова
- Астраханский проезд — находится в 80-м квартале, образован в 1961 году[1].

## Б
- Улица Бажова — в честь уральского писателя Павла Бажова.
- Улица Белинского — в честь критика царского режима Виссариона Белинского. Находится в микрорайоне Перегонном. Выходит на главную улицу Перегонного — ул. Жуковского.
- 1-я Береговая улица — вдоль речной долины, образованной рекой Белой. Начинается от Промысловой улицы и завершается на Красноармейской улице.
- 2-я Береговая улица — вдоль речной долины, образованной рекой Белой.
- Улица Блохина — одна из первых улиц города, названа в память об Алексее Александровиче Блохине, геологе, открывшем ишимбайскую нефть, который умер и похоронен в Ишимбае. Улица Блохина примыкает к скверу Блохина, где был установлен памятник на могиле А. А. Блохина.
- Улица Блюхера — названа в честь Василия Блюхера, который во время Гражданской войны в 1918 году проходил во главе отряда через будущий Ишимбайский район.
- Улица Богдана Хмельницкого
- Бульварная улица
- Улица Бурводстрой

## В
- Улица Вавилова — находится в микрорайоне Восточном. Индекс 453201.
- Улица Вахитова
- Вишнёвая улица — на ней порядка 2-3-х домов. Название улице было придумано очень давно. Там, где она расположена (при въезде в микрорайон Алебастровый, на пересечении садов и конца застройки), возможно, находился раньше вишнёвый сад, а может и целая аллея из этих «вкусных» насаждений. Видимо поэтому Вишнёвая получила своё фруктовое наименование. Ведь названия рождаются не случайно[2].
- 2-я Водоподъёмная улица
- Волочаевская улица
- Улица Ворошилова
- 2-й Восточный переулок

## Г
- Улица Гагарина — названа в честь первого человека в космосе, Юрия Гагарина. Возле улице расположен сквер имени Ю. А. Гагарина с памятником космонавту. До 1961 года — Садовая улица.
- Улица Гайдара — в честь Аркадия Гайдара. Пересекается с ул. Некрасова и Тукая.
- Улица Гареева — в честь башкирского лётчика Мусы Гареева
- Улица Гастелло — в честь лётчика-героя Николая Гастелло
- Улица Гафури — в честь башкирского и татарского поэта Мажита Гафури. В городе есть памятник поэту.
- Геологическая улица — одна из старейших улиц города, расположена в его центральной части. Проходит параллельно улице Бульварной и проспекту Ленина, выходя на улицы Богдана Хмельницкого и Советскую. Название улицы дано в честь геологов, известных и безызвестных, открывших ишимбайскую нефть.
- Улица Глинки
- Улица Гоголя
- 2-я Горная улица — в Алебастровом. Индекс 453208, ОКАТО 8388607.
- Улица Горького
- Улица Губкина

## Д-Ж
- Улица Мусы Джалиля
- Проезд Дзержинского
- Улица Добролюбова
- Улица Докучаева — названа в честь русского учёного-естествоиспытателя В. В. Докучаева (1846—1903).
- Дорожная улица
- Улица Володи Дубинина
- Улица Дуслык
- Улица Есенина
- Улица Жданова
- Железнодорожная улица
- Жёлтый проезд — находится в микрорайоне Смакаево[1].
- Улица Жукова
- Улица Жуковского

## З
- Заводская улица
- Загорная улица
- Загородная улица
- Бульвар Заки Валиди — назван в честь Ахмет-Заки Валиди. До 1993 года — бульвар Молодёжи, разделяет 9-й и Южный микрорайоны[1].
- Заливная улица
- 1-я Западная улица
- 2-я Западная улица
- Улица Заслонова
- Звёздный переулок
- Зелёная улица
- Улица Рихарда Зорге

## И
- Индустриальное шоссе — центральный автомобильный въезд в город, единственный в микрорайоны Старый Ишимбай, Железнодорожный, к железнодорожной станции Ишимбаево.
- Интернациональная улица
- Улица Ишбулдина
- Ишимбайская улица

## К
- Улица Калинина
- Улица Карбышева — в честь генерала Дмитрия Карбышева, геройски погибшего от рук фашистских захватчиков. Находится в микрорайоне Восточном.
- Улица Кирова
- Кирпичная улица — находится в микрорайоне Алебастровом. Индекс 453208, ОКАТО 8388607.
- Ключевая улица — находится в микрорайоне Алебастровом. Индекс 453208, ОКАТО 8388607.
- Улица Софьи Ковалевской
- Кольцевая улица
- Улица Комарова
- Улица Коммунаров
- Кооперативная улица — находится в микрорайоне Алебастровом. Индекс 453208, ОКАТО 8388607.
- Улица Космонавтов — до 1965 года — улица Ленина[1].
- Проезд Котовского
- Улица Олега Кошевого
- Красная улица — находится в микрорайоне Смакаево[1]. В 1991 году главный архитектор Олег Яловенко дал название Синий, Оранжевый, Малиновый, Сиреневый, Красный, Жёлтый смакаевским улочкам по цветам радуги, поскольку по генплану проект строительства домов напоминал радугу, от которой отходят „лучики“ — улицы[2].
- Красноармейская улица
- Краснофлотская улица
- Улица Крупской — находится в микрорайоне Новостройке[1].
- Улица Крылова
- Улица Куйбышева
- Улица Кутузова
- Улица Кызыл Тан — „Кызыл тан“ — „Красная заря“ (пер. с татар. яз.) — улица красивого восхода Солнца.

## Л
- Улица Левый Берег — одно из нескольких составных названий в городе[1].
- Проспект Ленина (первоначальное полное название Проспект имени Ленина (в честь В. И. Ленина) — центральная линия города. До 1965 года — Октябрьская улица[1].
- Ленинградский проезд — соединяет Майский, Юрматы, Южный и улицу Докучаева.
- Улица Лермонтова
- Лесной проезд — находится в микрорайоне Кусяпкулово[1].
- Летний переулок
- Улица Лизы Чайкиной — находится в микрорайоне Новостройке[1]. Выходит на ул. Красноармейскую (главную в микрорайоне) и Революционную (одна из важнейших улиц города). Пересечения: ул. Гастелло, ул. Социалистическая.
- Улица Лобачевского
- Локомотивная улица
- Луговой тупик — находится в микрорайоне Кусяпкулово[1].
- Улица Луначарского

## М
- Майская улица
- Улица Макарова
- Малиновый проезд — находится в микрорайоне Смакаево. Назван не по названию ягоды малина, а по цвету малиновый. В 1991 году главный архитектор Олег Яловенко дал название Синий, Оранжевый, Малиновый, Сиреневый, Красный, Жёлтый смакаевским улочкам по цветам радуги, поскольку по генплану проект строительства домов напоминал радугу, от которой отходят „лучики“ — улицы.
- Малый переулок
- Улица Марины Расковой
- Улица Маршака
- Улица Матросова — названа в честь Александра Матросова. В городе есть памятник Герою Советского Союза.
- Улица Машиностроителей
- Улица Маяковского
- Мельничная улица — находится в микрорайоне Алебастровом. Индекс 453208, ОКАТО 8388607.
- Улица Менделеева
- Улица Мира
- Улица Миниахмета Гайфуллина — названа в честь земляка, Героя Социалистического Труда М. З. Гайфуллина.
- Улица Мичурина
- Молодёжная улица
- Улица Мустая Карима
- Улица Павлика Морозова
- Московский проезд
- 1-я Мостовая улица
- 2-я Мостовая улица
- Улица Мухаметкулова

## Н
- Набережная улица — находится в левобережной части города вдоль берега реки Белой. Является частью дороги, идущей по правому берегу Белой в соседний город Салават.
- Народная улица
- Улица Имая Насыри
- Улица Некрасова
- Нефтепроводная улица
- Улица Нефтяников
- Улица Новосёлов
- Улица Нуриманова

## О
- Оранжевый проезд — находится в микрорайоне Смакаево[1].
- Улица Островского

## П
- Улица Академика Павлова (Павлов Иван Петрович, физиолог, автор учения о высшей нервной деятельности, первый лауреат Нобелевской премии из России)
- Парковая улица
- Партизанская улица
- Первомайская улица
- Улица Первооткрывателей Башкирской Нефти — связывает микрорайон Перегонный с центром города, переходит в улицу Блохина. На улице находится мемориальный комплекс „Вышка-бабушка“, законсервированная нефтяная вышка, скважина № 702, которая 16 мая 1932 года в 11 часов 30 минут дала начало „Второму Баку“, выбросив с глубины 680,15 метра первый 36-метровый фонтан промышленной нефти.
- Пионерская улица
- Подгорная улица
- Полевая улица
- Почтовая улица — находится в микрорайоне Алебастровом. Индекс 453208, ОКАТО 8388607.
- Прибельская улица
- Прибрежный переулок
- Пролетарская улица
- Промысловая улица
- Улица Пугачёва
- Улица Пушкина

## Р
- Радужная улица
- Улица Раздольная
- Улица Романа Бучацкого
- Революционная улица
- Речная улица
- Родниковая улица

## С
- Садовый переулок — находится в микрорайоне Смакаево[1].
- Улица Садыка Сайранова
- Улица Салавата Янсапова
- Улица Салавата Юлаева
- Улица Сараж
- Улица Сатурна
- Улица Свердлова
- Улица Свободы
- Северная улица
- Проезд Седова — находится в 90-м квартале[1].
- Улица Сергея Лазо
- Синий проезд — находится в микрорайоне Смакаево[1].
- Сиреневый проезд — находится в микрорайоне Смакаево[1].
- Советская улица
- Солнечный переулок
- Сосновая улица
- Социалистическая улица

- Стахановская улица — одна из важнейших в городе. Проходит от новых кварталов (микрорайон Южный) до центра, является границей между промышленной зоной и жилыми микрорайонами, на ней расположены объекты административной инфраструктуры города: полиция, ГИБДД, лечебные учреждения.
- Улица Степана Разина
- Улица Строителей — находится в микрорайоне Кусяпкулово[1].
- Улица Суворова

## Т
- Улица Тайрук — вдоль левого берега Тайрука. Частный сектор. Гаражи, автостоянка, автомастерская. Частично — лесной массив. Выходит на Тайрукский пруд. Почтовый индекс 453213.
- Улица Танкистов — Почтовый индекс 453201. ОКАТО : 8388607. Включена в целевую программу „Модернизация систем наружного освещения г. Ишимбая“ на 2011—2015 гг.», согласно которой запланирована "Реконструкция и новое строительство систем наружного освещения на 2013—2015 гг. "[3]
- 1-я Телеграфная улица
- 2-я Телеграфная улица
- Улица Тельмана
- Тепличная улица
- Улица Терешковой
- Улица Тимербулата Халикова
- Проезд Тимуровцев
- Улица Титова
- Тихая улица
- Улица Толбухина
- Улица Толстого
- Трактовая улица
- Транспортная улица
- Третьяковский проезд — находится в 80-м квартале, образован в 1961 году[1].
- Трудовая улица
- Улица Тукая
- Переулок Тукмак
- Тульский проезд — находится в 80-м квартале, образован в 1961 году[1].
- Улица Тургенева

## У
- Уральская улица — одна из старейших улиц Ишимбая. Соединяет разные по времени формирования микрорайоны.
- Урожайная улица

## Ф
- Улица Фадеева
- Улица Федосеева
- Флотский переулок
- Улица Фрунзе

## Х
- Улица Худайбердина

## Ц
- Цветочная улица
- Улица Циолковского
- Улица Цюрупы — находится в микрорайоне Новостройке[1].

## Ч
- Улица Чайковского
- Улица Чапаева
- Улица Челюскина
- Улица Чернышевского
- Улица Чехова
- Улица Чкалова

## Ш
- Улица Шаймуратова — названа в честь легендарного, воспетого в песнях генерала-конника, комдива 16-й гвардейской башкирской кавалерийской дивизии М. М. Шаймуратова (погиб в бою 23 февраля 1943 года).
- Улица Шакира Маннанова
- Улица Шевченко
- Широкий переулок
- Школьная улица
- Шоссейная улица

## Ю
- Южная улица
- Улица Юпитера
- Юрматынская улица

## Я
- Ягодная улица
- Улица Якуба Кулмыя
- Улица Якутова
- Улица Яналиф